# Losiny (tvrz)
Losiny jsou tvrz ve stejnojmenné vesnici u obce Petrovice II v okrese Kutná Hora ve Středočeském kraji. Od čtrnáctého do druhé poloviny šestnáctého století byla vrchnostenským sídlem malého panství a poté sloužila hospodářským účelům. V první čtvrtině dvacátého století byla upravena na obytný dům, který je chráněn jako kulturní památka.

## Historie
Losinská tvrz vznikla ve čtrnáctém století, ale první písemná zmínka o ní pochází až z roku 1456. Ve druhé polovině čtrnáctého století vesnici vlastnili Hana z Losin a Čeněk z Polipes, připomínaní roku 1371. Část vesnice patřila také Bohuslavě, dceři Hrocha z Čabelic. Její díl byl roku 1383 prohlášen za odúmrť, proti čemuž protestoval Havel z Losin, ale spor prohrál a dědictví po Bohuslavě dostal Rynart ze Smilkova. V letech 1395–1398 byl zmiňovaná také Tomáš z Losin, ale jeho majetkový vztah k Losinám je neznámý.
Před husitskými válkami Losiny vlastnil Přibík z Vyšehořovic a z Losin, ale určitý podíl patřil také jeho sestře Dorotě, provdané za Jana Uhra z Lazec. Přesto byl Přibíkův díl po jeho smrti prohlášen v roce 1437 za odúmrť, kterou získal Martin ze Žlutic, ale téhož roku ji postoupil Martinovi, který zastával funkci písaře v úřadu dvorských desek. Ten svá práva k Losinám roku 1453 přenechal Janu Uhrovi a Vykéřovi z Lazec. Podle zápisu v dvorských deskách z roku 1456 dostali tvrz s poplužním dvorem, vesnici s výjimkou věna Anny ze Soutic, pustým mlýnem a selskými dvory v Hranicích. Hodnota statku byla odhadnuta na 160 kop grošů.
Dalším známým majitelem tvrze byl Vykéř z Lazec († asi 1507), snad syn Vykéře zmíněného roku 1456. Statek po něm převzal Zikmund Skalka z Lazec, který na tvrzi sídlil ještě v roce 1544, kdy si ji nechal zapsat do zemských desek a krátce poté zemřel. Ovšem od roku 1530 patřila polovina statku Zikmundovým synům Janovi a Kryštofovi. Po Janově smrti připadl jeho podíl Kryštofovi, který zdědil také Soběšín a Jemniště po sestře Johaně. Kryštof Skalka z Lazec byl posledním příslušníkem rodu a v roce 1572 odkázal svůj majetek Václavu Čejkovi z Olbramovic a na Kácově. Žil však ještě v roce 1578, kdy prodal ves Bořeňovice Vilémovi Chobotskému. Někdy poté zemřel, protože roku 1582 byl Václav Čejka pánem Jemniště, Soběšína i Losin.
Václav Čejka připojil Losiny ke kácovskému panství. Losinská tvrz přestala být vrchnostenským sídlem a sloužila k ubytování správce hospodářského dvora. Na začátku osmnáctého století už bylo obýváno jen přízemí a první patro fungovalo jako sýpka. Někdy poté bylo patro zbouráno a zbytek domu sloužil potřebám dvora. V roce 1918 se majitelem dvora stal československý stát a při první pozemkové reformě byla tvrz prodána a upravena na soukromý dům.

## Stavební podoba
Budova tvrze (dům čp. 7) má gotické jádro, ale většina dochovaných detailů je v renesančním slohu a pochází ze šestnáctého století. Podle popisu z roku 1711 měla tvrz suchý sklep, v přízemí byly síně a ratejna, zatímco v patře se nacházela světnice se čtyřmi pokoji. Ty však už neměly okna ani kamna k vytápění a sloužily jako sýpka. V dochované podobě je budova postavena z lomového kamene. Fasády zdobí obnovené sgrafitové omítky. Místnosti údajně mají stropy zaklenuté renesančními hřebínkovými klenbami s krouženými obrazci.